# Ковалевский, Леонид Павлович
Леони́д Па́влович Ковале́вский (род. 1 января 1951, Ошитки, Киевская область) — российский государственный и политический деятель. Руководитель Домодедовского района, а затем округа с 1989 по 2017 год.
Председатель исполкома Домодедовского городского Совета депутатов трудящихся (1989—1991). Глава администрации Домодедовского района (1991—1995). Глава Домодедовского района (1996—2005). Глава городского округа Домодедово (2005—2017).
Почётный гражданин Домодедово. Почётный гражданин Московской области (2021).

## Биография
Леонид Ковалевский родился 1 января 1951 года в селе Ошитки Киево-Святошинского района Киевской области в многодетной семье. Отец — Павел Никифорович Ковалевский (умер в 1989 году), инвалид Великой Отечественной войны, заведовал сельской почтой. Мать — Ольга Афанасьевна (умерла в октябре 2009 года), более 40 лет проработала учительницей.
В 1968 году, после окончания средней школы города Борисполь, поступил в Славянское авиационно-техническое училище гражданской авиации и закончил его училище в 1970 году.
С 25 сентября 1970 по 3 августа 1971 года работал авиамехаником в авиационно-технической базе Бориспольского объединённого авиаотряда украинского управления Гражданской авиации.
С 1971 года проживает и ведёт работу в городе Домодедово. Прибыл молодым специалистом в Домодедовский объединённый авиаотряд (аэропорт Домодедово). С 10 августа по 30 июля 1973 года работал авиамехаником в АТБ Домодедово. С 30 июля 1973 по 10 октября 1980 года — второй, затем первый секретарь Домодедовского ГК ВЛКСМ.
С 10 октября 1980 по 2 декабря 1991 года — председатель Домодедовского городского совета.
Окончил в 1981 году факультет советского строительства Всесоюзного заочного юридического института (ныне Московский государственный юридический университет) по специальности «правоведение».
С 1986 по 1989 год — заместитель председателя исполкома Домодедовского городского совета депутатов трудящихся. С 1989 по 1991 год — председатель исполкома Домодедовского городского совета депутатов трудящихся.
3 декабря 1991 года Постановлением главы администрации Московской области Л. П. Ковалевский был назначен главой администрации Домодедовского района.
Окончил в 1995 году Российскую академию государственной службы при Президенте Российской Федерации.
С марта 1996 года — глава Домодедовского района, а с сентября 2005 по 17 февраля 2017 года — глава городского округа Домодедово.
Под руководством Л. П. Ковалевского «экономика городского округа Домодедово выросла в 10 раз, были созданы благоприятные условия для частных инвесторов, темпы экономического развития Домодедово стали самыми высокими в Подмосковье». При его участии был построен один из первых переездов на железной дороге в микрорайоне Белые Столбы в Домодедово и вокруг микрорайона Авиационный, началось строительство развязки от ТЦ «Карусель» до деревни Киселиха. С 2004 года в округе работает программа по сносу ветхого жилья.
С 6 июля по 11 сентября 2017 года — вице-президент Ассоциации малых и средних городов России.
10 сентября 2017 года избран депутатом Совета депутатов городского округа Домодедово от избирательного округа № 2. Решением Совета депутатов городского округа Домодедово Московской области от 12.09.2017 № 1-4/824 «Об избрании Председателя Совета депутатов городского округа Домодедово Московской области» с 12 сентября 2017 года председатель Совета депутатов городского округа Домодедово.
На протяжении нескольких лет является сопредседателем Ассоциации глав городов и районов Московской области, членом Высшего Совета при Губернаторе Московской области. Входил в Совет органов местного самоуправления при Правительстве Российской Федерации. В качестве эксперта Государственной думы неоднократно участвовал в разработке новых законов.
Член-корреспондент Академии общественных наук Российской Федерации. Член Президиума Федерации радиоспорта России.

## Уголовное дело
В апреле 2012 года против Леонида Павловича Ковалевского было возбуждено уголовное дело, который подозревался в передаче иностранной компании земель, принадлежащих правительству России.
По версии следствия, с мая 1998 года по сентябрь 2006 года Леонид Ковалевский произвёл отчуждение, тем самым передав в собственность зарубежной компании «Кроссгейт Трейдинг Лимитед» федеральной государственной собственности — земельных участков, ранее переданных в соответствии с распоряжением правительства РФ в бессрочное пользование ГУП «Администрация аэропорта Домодедово».
Дело в отношении Леонида Ковалевского было возбуждено по ч. 2 ст. 286 УК РФ «Совершение должностным лицом — главой органа местного самоуправления действий, явно выходящих за пределы его полномочий и повлекших за собой существенное нарушение прав и охраняемых законом интересов государства». Администрация городского округа Домодедово утверждала, что Ковалевский не выходил за пределы своих полномочий.
В мае 2012 года Генеральная прокуратура РФ закрыла уголовное дело против Ковалевского. Постановление об отмене дела вынес заместитель генерального прокурора Владимир Малиновский. Адвокат Руслан Кожура сообщил, что его подзащитного не уведомили ни о возбуждении, ни о прекращении дела.

## Скандалы
В 2024-2025 году в г.о. Домодедово с подачи Администрации и непосредственно председателя Совета Депутатов Леонида Ковалевского, происходит противозаконный перевод земель сельскохозяйственного назначения в категорию промышленного назначения. Застраиваются огромные гектары плодородных земель складами и производствами. Деревни и села Домодедовского округа находятся в техногенном окружении без транспортной доступности.  На встрече с жителями деревни Данилово Домодедовского городского округа Л.П. Ковалевский категорически отказался от предметного обсуждения проблем. Основные выводы по итогам состоявшейся беседы:
1) Градостроительные решения принимаются исходя из интересов коммерческих организаций - собственников земельных участков. Интересы населения при принятии таких решений не учитываются;
2) Улучшение жизни жителей не является приоритетом при принятии решений текущим Советом депутатов;
3) Председатель Совета депутатов не готов защищать интересы людей;
4) Жителям было предложено все вопросы решать в суде.

## Доходы
Леонид Ковалевский задекларировал годовой доход за 2017 год в размере 2,074 млн рублей, супруга — 0,57 млн рублей; за 2018 год — 2,4 млн рублей, супруга — 0,19 млн рублей.

## Личная жизнь
Женат. Имеет двоих дочерей. Любит театр, поэзию, авторские песни, увлекательные путешествия, читать «серьёзные книги». Радиолюбитель международного класса.

## Награды

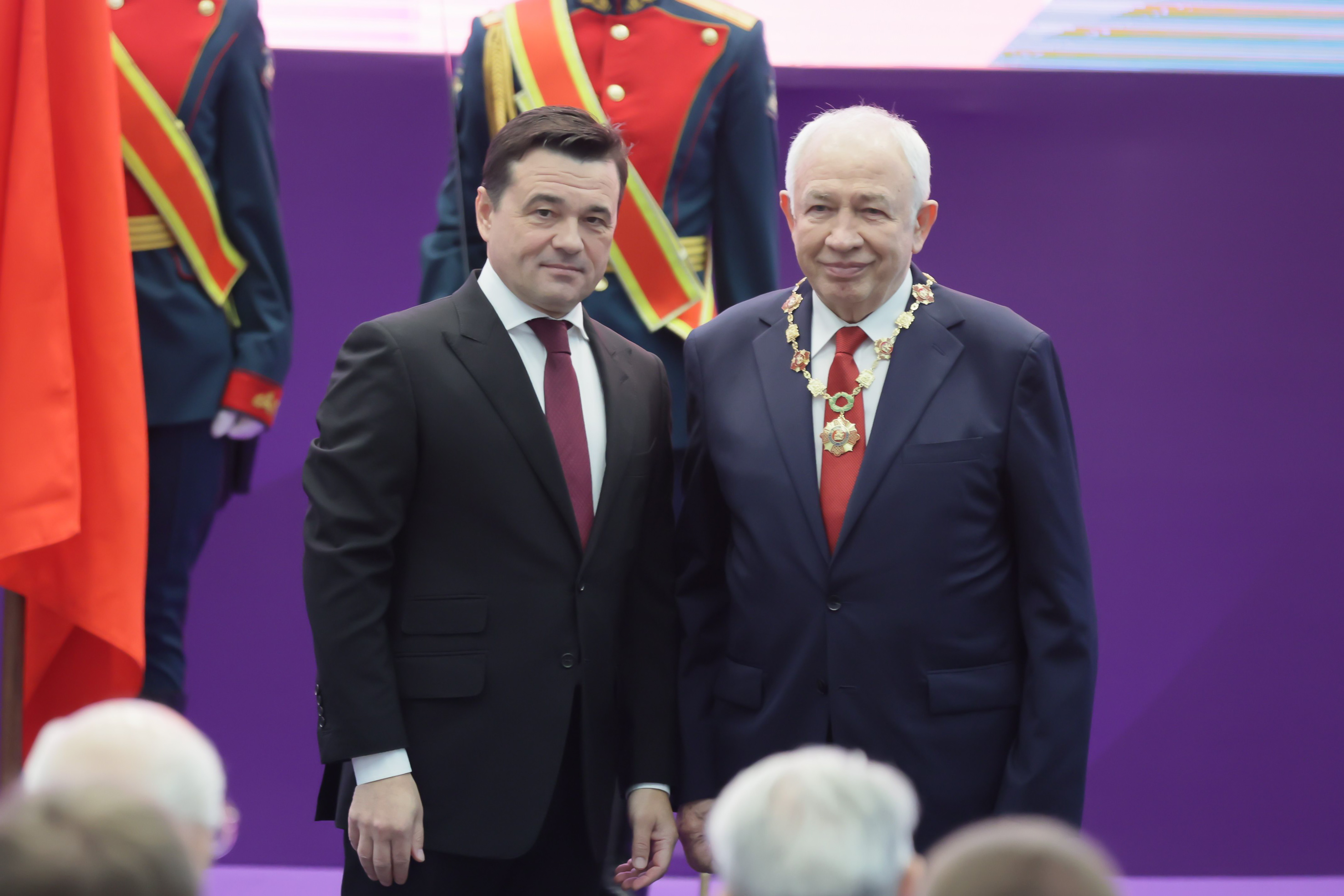
Награждённый званием «Почётный гражданин Московской области» Леонид Ковалевский вместе с губернатором Московской области Андреем Воробьёвым. 30 сентября 2021 года

За долгие годы руководства награждён правительственными и высокими ведомственными наградами, в том числе орденом Почёта и орденом Ивана Калиты, многими грамотами и благодарностями, тремя орденами Русской православной церкви за содействие восстановлению и строительству храмов на территории района и округа.
Награждён знаками Губернатора Московской области «За заслуги перед Московской областью» I степени, «За труды и усердие», «За безупречную службу», «За полезное», «Благодарю» за большой вклад в социально-экономическое развитие Московской области.
30 сентября 2021 года губернатор Московской области Андреем Воробьёв вручил знак Почётного гражданина Московской области Леониду Ковалевскому.
Лауреат Всероссийского проекта «Эффективное управление кадрами». Лауреат конкурса «Лучший муниципальный служащий России».